# 西井哲
西井哲（1925年—2003年10月），日本大阪人，二戰期間在臺灣高雄鼓山當兵時因受到當地人照顧，晚年時常至高雄紅十字育幼院作義工。

## 事由
西井哲為大阪人，有姊姊為西井三千代。1945年，他被征召往南洋作戰，但出發時軍船機件故障，拖返高雄港檢修，一修就是半年，當時日本軍隊在戰場上節節敗退，各項物資補給不足，軍人伙食非常差，每天晚上同袍都是餓著肚子睡覺。
一晚，西井哲實在按捺不了飢餓，晚點名後偷偷地從今為鼓山國小的駐紮地溜出去尋找食物，往東側行走，遇到一名年長的臺灣婦人。這婦人在鼓山國小附近擺攤，就拿一個紅龜粿送給餓得面黃肌瘦的他，以後每一天都會為他留一些吃的東西。過了不久，日本無條件投降，西井哲由基隆港遣送返回日本。
西井哲回日本後，在中年時妻子因車禍身亡，得到了大筆賠償金，就全部捐給位於大阪港口附近的水上鄰保館。他也都陸陸續續捐給在港口附近的一些育幼院，由於捐款次數太頻繁，曾一度還傳出他是為了選議員做準備，為了避免不必要誤會，此後捐款對象就以水上鄰保館為主。

## 報恩
1986年1月6日，西井哲經亞東關係協會安排來臺灣尋找該名婦人，並攜帶了一百公斤的物品，彩色電視機三部、錄放影機一部，點心一盒送給台北廣慈博愛院，還有電視攝影機、錄放影機各一部、電視機二部、點心三盒給高雄市紅十字育幼中心。透過內政部的安排，由高雄市紅十字育幼中心主任洪瓊華代為協尋。同月8日，西井哲重遊舊地時，見到當年鼓山國小東側的矮房子改成了鼓山市場，人事全非，恩人也找不到，名字也忘了。
之後西井哲常來高雄紅十字育幼院當義工，每年停留的時間也不一定。每次他都會帶一些道地的日本食材，例如味噌、頂級米，再到高雄市的超市、傳統市場採購大批食物，親自掌廚烹煮，為院童做大餐。院長詹思聰表示，西井哲是個很奇特的人，在育幼院裡什麼都做，幾乎是和育幼院一體的，而且會視院童的需要，自掏腰包為小孩子買東西，這與很多本地的義工不同。
曾經受過西井哲照顧的院童、後擔任特教老師的李秀美則回想，他們當時覺得院內有個外國人是很奇怪的事，但這爺爺手非常巧，會種花種菜、修繕院舍、幫孩子們縫補衣物，還會替年幼的孩子做新衣服，大家都與這老人都非常親近。

## 指認
1997年，透過媒體的報導，市民吳林玉麟和郭天生，各認為西井哲所形容的恩人很像自己母親，主動向紅十字育幼院連絡，於是雙方於4月27日下午在鼓山紅十字育幼院會晤。
其中吳林玉麟母親為林陳香，當年居住在鼓山五町目一帶，曾幫助不少日本兵，而且還有日本兵拿降落傘來給母親做衣服。此外，吳林玉麟記得當年曾流行瘧疾，戰後的臺灣藥品很缺乏，不過日本軍隊則有治瘧疾的藥，當時母親還曾向他們要了一些。但西井哲表示，並未拿降落傘給老婦作衣，而且他當時是因船拋錨而留滯臺灣，因此軍隊也沒有給他藥品。
郭天生說母親為郭陳金，當年住鼓山二町目十番地，也經常接濟日本軍人，而且在西井哲的回憶中，老婦人有一個女兒和他年紀相仿，這也和他姊姊陳郭瓊花的條件相符。西井哲回想當年老婦人長得矮胖，臉圓，曾在大阪生野區住過，但兩人回應自己母親未曾在日本居住過。
雖指認工作未成功，但吳林玉麟對仍不斷撫弄著舊照片的西井哲說，西井先生能以這樣方式報恩，已經非常足夠了。西井哲也向吳林玉麟和郭天生表示感謝，說雖不能確定兩人母親就是當年的恩人，但這兩位已不在人世的老婦人也是默默行善之人，對這一切他都心存感謝，但還是非常希望能夠找到恩人，親自向她道謝或到墳前祭拜。

## 去世
電視台曾為報導西井哲特地前往日本，才發現他的經濟狀況並無想像中好，屬中下階級。他住在一處在電車鐵道下的小房子，由於電車過往頻繁，每天晚上必需借助一點酒，才能夠入睡。當外景隊抵達他工作地方，拍攝到他七旬時還在作粗重的土木工作，有記者忍不住流下淚來。
2003年夏，西井哲再度到育幼中心作義工後，該年10月在日本去世，享壽七十八歲。紅十字會育幼中心感念西井哲十七年來當義工，特別製作感謝狀，由詹思聰親自送到日本。